# Blanc Festival

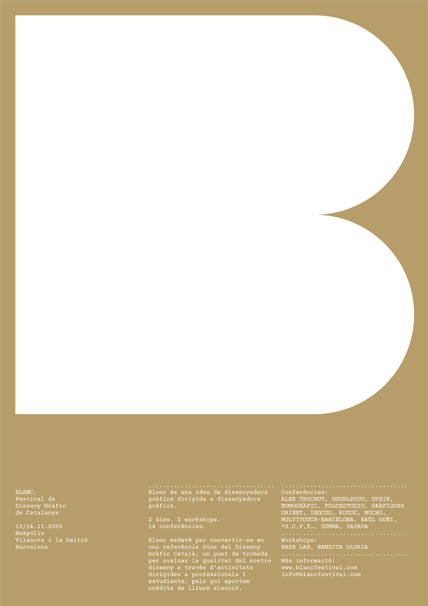
Cartell edició 2009

Blanc! o Blanc Festival és un festival anual de disseny gràfic nascut l'any 2009 a Vilanova i la Geltrú, ha esdevingut una trobada de referència del sector professional del disseny gràfic. Té com objectiu de fer cabuda en el disseny emergent i en l'aprenentatge, creant així sinergies entre el públic, els professionals i les empreses assistents.
Compta amb cinc edicions anuals en les quals durant dos dies es realitzen conferències, classes magistrals, exposicions i tallers sobre disseny gràfic i temes relacionats (construcció de marca, tipografia, disseny editorial, gràfics animats, vídeo, projectes, il·lustració, interactius, disseny web, etc.). La notorietat d'aquest esdeveniment recau en la unió de dissenyadors gràfics i gent en formació per generar relacions i viure una experiència que transcendeix de la formalitat dels congressos, conferències o trobades professionals.
Any rere any, Blanc ha comptat amb la participació d'estudis de disseny i dissenyadors com Alex Trochut, Doubleyou, Dvein, Eumogràfic, Folch Studio, Arts Gràfiques Orient, Inocuo, Kotoc, Mucho, Multitouch-Barcelona, Raúl Goñi, *S,C,P,F, Summa y Vasava, Base Lab (Joancalres Casasín), Bendita Gloria, Boolab, Brosmind Studio, Bisgràfic, Ladyssenyadora, Device, Gif Me i Forma & Co.

## 1a edició 2009
L'edició del 2009 fou la primera del festival Blanc duta a terme durant el 13 i 14 de novembre en un petit auditori de Vilanova i la Geltrú anomenat Neàpolis. El seu acolliment per part del públic fou reeixit, ja que setmanes abans del seu inici, les entrades es van esgotar amb les expectatives de la cartellera de conferències i tallers que plantejaven.
Constava de 14 conferències amb Alex Trochut, Doubleyou, Dvein, Eumogràfic, Folch Studio, Arts Gràfiques Orient, Inocuo, Kotoc, Mucho, Multitouch-Barcelona, Raúl Goñi, *S,C,P,F, Summa y Vasava, i 2 workshops de Base Lab (Joancalres Casasin) i Bendita Gloria. A més, va comptar amb la participació i estrena del grup musical Los Pantones.

## 2a edició 2010

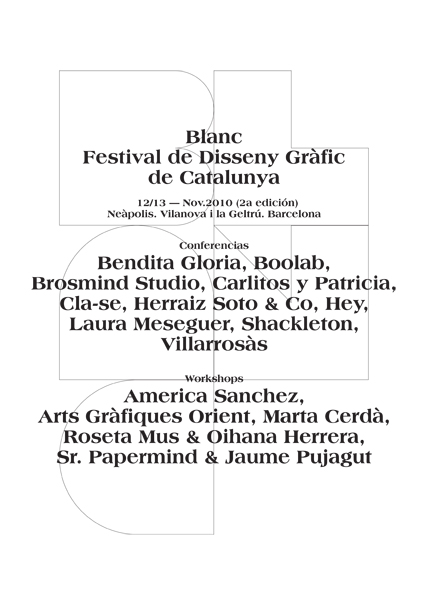
Cartell edició 2010

L'edició Blanc 2010 va portar amb ell més activitats i popularitat que en la primera ocasió. Es va dur a terme durant el 12 i 13 de novembre també a Vilanova i la Geltrú, comptant com a ponents amb Bendita Gloria, Boolab, Brosmind Studio, Carlitos y Patricia, Cla se bcn, Herraiz Soto & Co, Hey, Laura Messeguer, Shackleton y Villarosàs i amb 5 tallers amb America Sanchez, Arts Gràfiques Orient, Marta Cerdà, Roseta Mus & Ohiana Herrera, Sr. Papermind & Jaume Pujagut. També va participar, per segona vegada, el grup musical Los Pantones i com a novetat, la presentació de tres projectes de final de carrera, presentats i explicats pels seus propis autors.
Els temes tractats van des del disseny gràfic, la il·lustració, gràfics animats, dibuix i tipografia, impressió, interactius, fanzines i fins i tot la gestió d'un projecte de disseny.